# Volta a Llombardia 1948
La Volta a Llombardia 1948 fou la 42a edició de la Volta a Llombardia. Aquesta cursa ciclista organitzada per La Gazzetta dello Sport es va disputar el 24 d'octubre de 1948 amb sortida i arribada a Milà després d'un recorregut de 222 km.
L'italià Fausto Coppi (Bianchi-Ursus) aconsegueix la seva tercera victòria consecutiva igualant el fet per Alfredo Binda en les edicions disputades entre 1925 i 1927. Completen el podi el també italià Adolfo Leoni (Legnano) i el suís Fritz Schär (Mondia). Schär és el primer corredor no italià que acaba entre els tres primers de la prova des que Henri Pélissier la va guanyar el 1920.

## Classificació general
|    | Ciclista               | Equip              | Temps      |
| -- | ---------------------- | ------------------ | ---------- |
| 1  | Fausto Coppi (ITA)     | Bianchi-Ursus      | 5h 51' 55" |
| 2  | Adolfo Leoni (ITA)     | Legnano            | + 4' 45"   |
| 3  | Fritz Schär (SUI)      | Mondia             | m. t.      |
| 4  | Alfredo Martini (ITA)  | Tebag              | m. t.      |
| 5  | Vito Ortelli (ITA)     | Olympia-Dunlop     | m. t.      |
| 6  | Antonin Rolland (FRA)  | Rhonson-Dunlop     | m. t.      |
| 7  | Pino Cerami (ITA)      | Bèlgica            | m. t.      |
| 8  | Giancarlo Astrua (ITA) | Benotto            | m. t.      |
| 9  | Pietro Giudici (ITA)   | Crennense SC       | m. t.      |
| 10 | Settimo Simonini (ITA) | Viani Cral Imperia | m. t.      |